# 苑论
苑论（?—?），字言扬，马邑善阳（今山西朔州市朔城区东）人。苑咸之孙，父苑籍。
先世苑何忌曾为齐国大夫。後迁居荆州，與柳宗元友好，“车必同鞴，席必交衽”。贞元九年（793年）癸酉科狀元，考題為《平权衡赋》，该科进士三十二人。其中有柳宗元、刘禹锡等。考官为户部侍郎顾少连。《马邑县志》稱“史不数见，事实未详。”《全唐文补遗》第九缉有他为祖父苑咸撰写的墓志铭。